# Pont Gran (Agullana)
El Pont Gran és una obra d'Agullana (Alt Empordà) inclosa a l'Inventari del Patrimoni Arquitectònic de Catalunya.

## Descripció
Pont situat a la carretera d'accés al poble, que va ser destruït en part durant la guerra i reconstruït en èpoques posteriors. És un pont amb cinc arcs de mig punt, amb els pilars fets de pedra granítica grisa, però amb carreus de pedra de color blanc, ben tallats, a les cantonades. L'ampit dels arcs també estan fets amb aquests carreus d'un color més blanc i estan perfectament tallats. Pel que fa a les dovelles de l'arc són una motllura que imiten els carreus, i el que és la volta de l'arc, està feta amb formigó. La barana de pedra original del pont, ha desaparegut, per deixar pas a una barrera de protecció, moderna.

## Història
El 9 de febrer de 1939, al final de la Guerra Civil, el pont va ser bombardejat, durant la retirada.